# میثم مولایی
میثم مولایی (زاده ۱۳۶۲ - تهران) تدوین‌گر سینما اهل ایران است. وی برای فیلم چرا گریه نمی‌کنی؟ برنده سیمرغ بلورین بهترین تدوین جشنواره فیلم فجر شد.

## تدوین

### سینما
| سال  | نام فیلم                | کارگردان       |
| ---- | ----------------------- | -------------- |
| ۱۴۰۲ | آقای زالو               | مهران احمدی    |
| ۱۴۰۲ | پول و پارتی             | سعید سهیلی     |
| ۱۴۰۲ | مست عشق                 | حسن فتحی       |
| ۱۴۰۲ | دو روز دیرتر            | اصغر نعیمی     |
| ۱۴۰۲ | شه‌سوار                  | حسین نمازی     |
| ۱۴۰۲ | آسمان غرب               | محمد عسگری     |
| ۱۴۰۱ | غریب                    | محمدحسین لطیفی |
| ۱۴۰۱ | چرا گریه نمی‌کنی؟        | علیرضا معتمدی  |
| ۱۴۰۱ | قیف                     | محسن امیریوسفی |
| ۱۳۹۹ | هفته‌ای یک بار آدم باش   | شهرام شاه‌حسینی |
| ۱۳۹۹ | یدو                     | مهدی جعفری     |
| ۱۳۹۹ | گشت ۳                   | سعید سهیلی     |
| ۱۳۹۹ | روشن                    | روح‌الله حجازی  |
| ۱۳۹۸ | چپ راست                 | حامد محمدی     |
| ۱۳۹۸ | خط فرضی                 | فرنوش صمدی     |
| ۱۳۹۸ | خوب، بد، جلف۲: ارتش سری | پیمان قاسم‌خانی |
| ۱۳۹۸ | روز صفر                 | سعید ملکان     |
| ۱۳۹۷ | ۲۳ نفر                  | مهدی جعفری     |
| ۱۳۹۷ | غلامرضا تختی            | بهرام توکلی    |
| ۱۳۹۷ | قانون مورفی             | رامبد جوان     |
| ۱۳۹۶ | رضا                     | علیرضا معتمدی  |
| ۱۳۹۶ | تنگه ابوقریب            | بهرام توکلی    |
| ۱۳۹۶ | خوک                     | مانی حقیقی     |
| ۱۳۹۵ | برگ جان                 | ابراهیم مختاری |
| ۱۳۹۴ | ۵۰ کیلو آلبالو          | مانی حقیقی     |
| ۱۳۹۴ | خشکسالی و دروغ          | پدرام علیزاده  |
| ۱۳۹۴ | کفشهایم کو؟             | کیومرث پوراحمد |
| ۱۳۹۴ | وارونگی                 | بهنام بهزادی   |
| ۱۳۹۳ | خانه دختر               | شهرام شاه‌حسینی |
| ۱۳۹۳ | نیمرخ‌ها                 | ایرج کریمی     |
| ۱۳۹۰ | کلاه‌قرمزی و بچه ننه     | ایرج طهماسب    |
| ۱۳۸۷ | عیار ۱۴                 | پرویز شهبازی   |

### تلویزیون و نمایش خانگی
| سال  | نام                | کارگردان         | توضیحات           |
| ---- | ------------------ | ---------------- | ----------------- |
| ۱۴۰۲ | گناه فرشته         | حامد عنقا        | سریال نمایش خانگی |
| ۱۴۰۱ | مترجم              | بهرام توکلی      | سریال نمایش خانگی |
| ۱۳۹۹ | می‌خواهم زنده بمانم | شهرام شاه‌حسینی   | سریال نمایش‌ خانگی |
| ۱۳۹۷ | نهنگ آبی           | فریدون جیرانی    | سریال نمایش خانگی |
| ۱۳۹۲ | کلاه‌قرمزی ۹۲       | ایرج طهماسب      | سریال تلویزیونی   |
| ۱۳۹۱ | کلاه‌قرمزی ۹۱       | ایرج طهماسب      | سریال تلویزیونی   |
| ۱۳۹۱ | یه تیکه زمین       | مهدی کرم‌پور      | سریال تلویزیونی   |
| ۱۳۹۰ | امیدها و نجواها    | ایرج کریمی       | تله فیلم          |
| ۱۳۹۰ | تلفن همراه         | شهرام شاه‌حسینی   | تله فیلم          |
| ۱۳۸۹ | زنگار              | عباس احمدی مطلق  | تله فیلم          |
| ۱۳۸۸ | روز هشتم           | مهدی کرم‌پور      | تله فیلم          |
| ۱۳۸۸ | شیفت شبانه         | مهدی کرم‌پور      | تله فیلم          |
| ۱۳۸۸ | بار انداز          | مهدی کرم‌پور      | تله فیلم          |
| ۱۳۸۷ | نگرانی             | کاوه سجادی حسینی | تله فیلم          |

## کارگردان
- شکار (فیلم کوتاه)[۷]

## جوایز و افتخارات
- سیمرغ بلورین بهترین آنونس برای فیلم مرهم در سی‌امین دوره جشنواره فیلم فجر - ۱۳۹۰
- دیپلم افتخار بهترین آنونس برای فیلم آخرین سرقت در پانزدهمین دوره جشن خانه سینما - ۱۳۹۰
- دیپلم افتخار بهترین آنونس برای فیلم دعوت در بیست و هفتمین دوره جشنواره فیلم فجر - ۱۳۸۷
- کاندید سیمرغ بلورین بهترین تدوین برای فیلم غلامرضا تختی در سی و هفتمین جشنواره فیلم فجر-۱۳۹۷[۸]
- کاندید سیمرغ بلورین بهترین تدوین برای فیلم روز صفر در سی و هشتمین جشنواره فیلم فجر-۱۳۹۸
- کاندید سیمرغ بلورین بهترین تدوین برای فیلم یدو در سی و نهمین جشنواره فیلم فجر-۱۳۹۹
- سیمرغ بلورین بهترین تدوین برای فیلم چرا گریه نمی‌کنی؟ در چهل و یکمین دوره جشنواره بین‌المللی فیلم فجر-۱۴۰۱[۹][۱۰][۱۱]